# União das Freguesias de Parada e Sendim da Ribeira
Die União das Freguesias de Parada e Sendim da Ribeira ist eine portugiesische Gemeinde (Freguesia) im Kreis (Concelho) Alfândega da Fé, Distrikt Bragança, im Nordosten Portugals.

## Geschichte
Die Gemeinde entstand im Zuge der Gebietsreform vom 29. September 2013 durch die Zusammenlegung der ehemaligen Gemeinden Parada und Sendim da Ribeira.
Parada wurde Sitz der neuen Verwaltung.

## Demographie
| Freguesia | Freguesia                  | Freguesia | Freguesia       | ehemalige Freguesias | ehemalige Freguesias | ehemalige Freguesias | ehemalige Freguesias |
| --------- | -------------------------- | --------- | --------------- | -------------------- | -------------------- | -------------------- | -------------------- |
| Wappen    | Freguesia                  | Einwohner | Fläche in (km²) | Wappen               | Freguesia            | Einwohner            | Fläche in (km²)      |
|           | Parada e Sendim da Ribeira | 208       | 25,04           |                      | Parada               | 124                  | 10,27                |
|           | Parada e Sendim da Ribeira | 208       | 25,04           | Sendim da Ribeira    | 92                   | 14,79                |                      |